# Seán Brady
Seán Baptist Brady, irl. Seán Ó Brádaigh (ur. 16 sierpnia 1939 w Drumcalpin, Hrabstwo Cavan) – irlandzki duchowny katolicki, arcybiskup Armagh, prymas całej Irlandii i przewodniczący tamtejszej Konferencji Episkopatu, od 24 listopada 2007 kardynał. 

## Życiorys
Nauki pobierał w Caulfield National School w Laragh, w St. Patrick's College w Cavan i w St. Patrick's College w Maynooth. Był alumnem Papieskiego Kolegium Irlandzkiego w Rzymie, gdzie przyjął święcenia kapłańskie 22 lutego 1964 z rąk kardynała Luigiego Traglii. Uzyskał doktorat z prawa kanonicznego na Papieskim Uniwersytecie Laterańskim w 1967.
Pierwszą pracę podjął jako wykładowca w St. Patrick's College w Cavan w latach 1967–1980. W 1980 został wicerektorem Papieskiego Kolegium Irlandzkiego w Rzymie, a w 1987 rektorem; funkcję tę pełnił do 1993, kiedy to powrócił do Irlandii i został proboszczem w Castletara, w hrabstwie Cavan (Ballyhaise).
13 grudnia 1994 został mianowany arcybiskupem koadiutorem Armagh; święcenia biskupie przyjął 19 lutego 1995 z rąk kardynała Cahala Daly. 1 października 1996 został arcybiskupem Armagh i prymasem całej Irlandii; ingres odbył się 3 listopada 1996.
Jako arcybiskup Armagh ustanowił m.in. trzydniowe spotkania dla duchowieństwa diecezjalnego, odnowił katedrę, wprowadził w parafiach trzyletni program dyskusji i modlitwy, zwany "Renew", nawiązujący do wzorca praktykowanego w Stanach Zjednoczonych, dowartościował posługę świeckich, zwłaszcza w dziedzinie duszpasterstwa rodzinnego i młodzieżowego, opracował duszpasterski plan diecezjalny, stworzył program ochrony dzieci i otworzył nowy diecezjalny ośrodek duszpasterski w Dundalk.
Jako przewodniczący Konferencji Episkopatu Irlandii wprowadził ważne zmiany dotyczące siedziby, struktury i administracji tej Konferencji.
Po podpisaniu Umowy w Belfaście (1998), przewodniczył delegacjom Kościoła katolickiego podczas spotkań z wszystkimi partiami politycznymi Irlandii Północnej.
Na konsystorzu, z nominacji Benedykta XVI, w dniu 24 listopada 2007 został włączony do grona kardynałów prezbiterów z tytułem Santi Quirico e Giulitta.
Brał udział w konklawe 2013, które wybrało papieża Franciszka.
8 września 2014 papież Franciszek przyjął jego rezygnację z pełnionego urzędu złożoną ze względu na wiek (75 lat). Jego następcą został dotychczasowy koadiutor arcybiskup Eamon Martin. 16 sierpnia 2019 roku skończył 80 lat i stracił prawo do udziału w konklawe.

## Afera pedofilska
14 marca 2010 kardynał potwierdził, że w 1975 był obecny, gdy dwie spośród ofiar księdza pedofila Brendana Smytha zostały zmuszone do podpisania zobowiązania zachowania milczenia. Wypowiedź Brady'ego wywołała falę krytyki jego postępowania. Jeśliby Brendan Smyth został osądzony w latach 1970., sądzę, że setki dzieci zostałyby ocalone od aktów pedofilii stwierdził Maeve Lewis, przewodniczący grupy One in Four stowarzyszającej ofiary pedofilii. Zażądał też odejścia kardynała. Szef irlandzkiej sekcji Amnesty International, Colm O'Gorman, sam będący ofiarą molestowania seksualnego ze strony księży, powiedział, że Brady musiał być świadom wagi owych przestępstw seksualnych i że powinien był powiadomić o nich organy ścigania. Jest obsceniczne, że ofiary gwałtu były zmuszane do złożenia przyrzeczenia milczenia, powiedział, również domagając się odejścia Brady'ego.